# Moss Point
Moss Point ist eine Stadt innerhalb des Jackson County, Mississippi in den Vereinigten Staaten. Das U.S. Census Bureau hat bei der Volkszählung 2020 eine Einwohnerzahl von 12.147 ermittelt.
Moss Point ist Teil der Metropolregion Gulfport–Biloxi–Pascagoula.
Am 29. August 2005 wurde Moss Point von der starken Ostseite des Hurrikans Katrina getroffen, und ein Großteil der Stadt wurde überflutet oder zerstört. In Moss Point befinden sich der Trent Lott International Airport und die Mississippi Export Railroad.

## Klima
Die Stadt wird als mit einem subtropischen Klima klassifiziert. Dies bedeutet eine heiße, feuchte Monsunzeit, die im späten Frühjahr beginnt und im Frühherbst endet, mit häufigen Nachmittags- und Abendgewittern mit sintflutartigen Regengüssen, wobei die Gewitter in der Regel nicht lange andauern, aber stark oder sogar heftig sein können. Das Gebiet ist auch anfällig für tropische Wirbelstürme und Hurrikane.

## Demografie
Nach der Schätzung von 2019 leben in Moss Point 13.350 Menschen. Die Bevölkerung teilte sich im selben Jahr auf in 25,3 % Weiße, 69,8 % Afroamerikaner, 0,2 % amerikanische Ureinwohner, 0,3 % Asiaten und 1,5 % mit zwei oder mehr Ethnizitäten. Hispanics oder Latinos aller Ethnien machten 2,3 % der Bevölkerung aus. Das mittlere Haushaltseinkommen lag bei 42.173 US-Dollar und die Armutsquote bei 22,2 %.

## Söhne und Töchter der Stadt
- Walter M. Denny (1853–1926), Politiker
- William M. Colmer (1890–1980), Politiker